# Урк (канал)
Урк (фр. canal de l'Ourcq) — судноплавний канал, що перетинає східну частину Парижа. З'єднує річку Урк з Сеною в центрі столиці Франції. Довжина 96,6 км.
Канал був початково влаштований для часткового постачання Парижа питною водою, нині використовується лише для судноплавства.
Канал Урк з'єднується з каналом Сен-Дені, що йде на північ, і каналом Сен-Мартен, що йде у південному напрямку і впадає в Сену.

## Історія

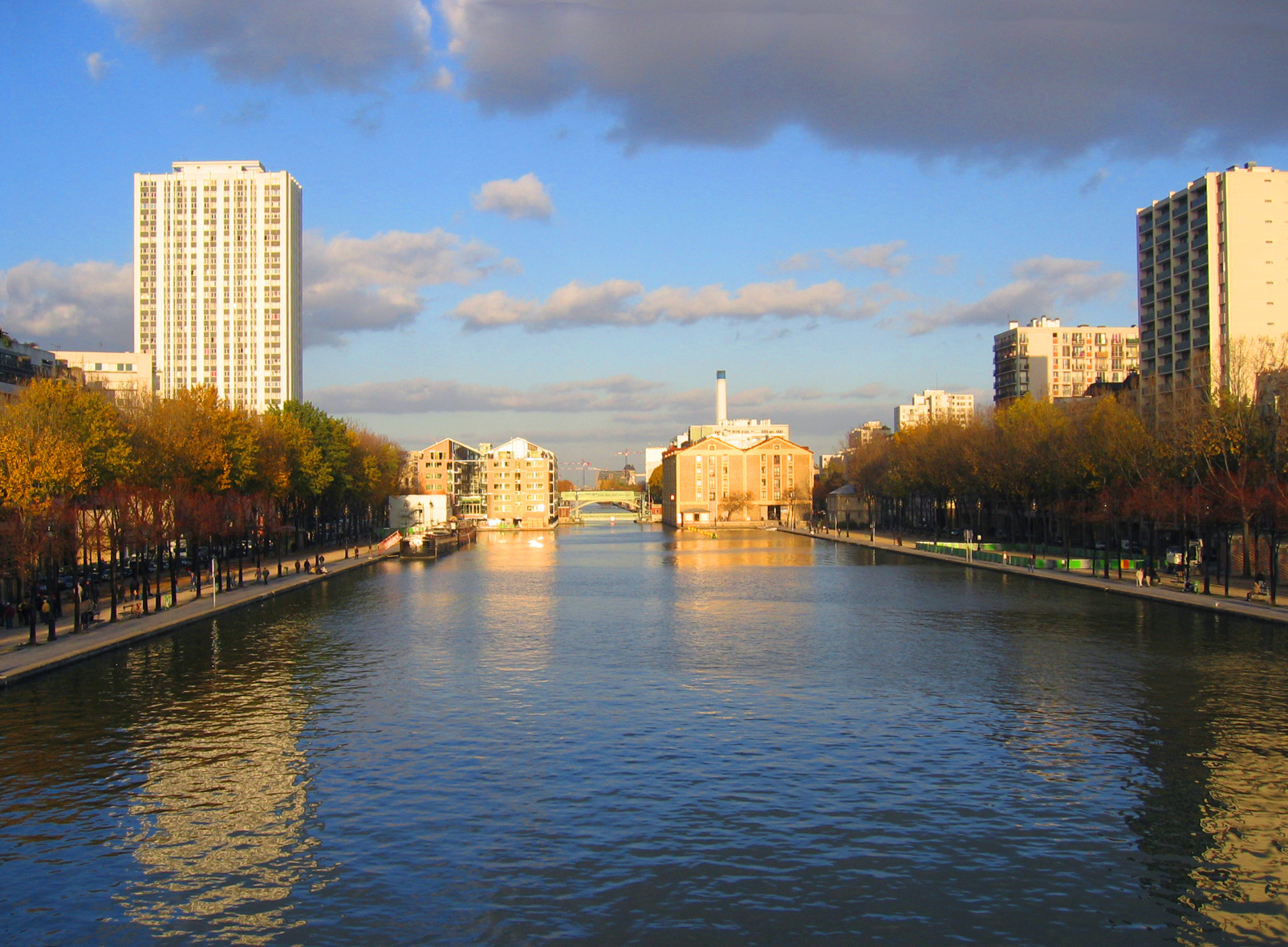
Басейн де Ля Вілетт на Урку

Ідея проведення каналу була розроблена ще на початку XVI століття Леонардо да Вінчі за наказом короля Франциска I.
Однак він був проритий за Наполеона в 1802-1805 роках під керівництвом інженера П'єра Симона Жирара. У 1831-1846 роках він написав мемуари про будівництво каналу.